# 七叶树亚科
七叶树亚科（Hippocastanoideae）為無患子科下之一亞科。該亞科於植物分類表上歸於被子植物門（Angiospermae）雙子葉植物綱（Magnoliopsida）無患子目（Sapindales）無患子科（Sapindaceae）。

## 分类
本亚科包含五个属：
- 枫属 Acer L.
- 七叶树属 Aesculus L.
- 三叶树属 Billia Peyr.
- 金钱槭属 Dipteronia Oliv.
- 掌叶木属 Handeliodendron Rehder.

## 外部連結
- 维基共享资源上的相關多媒體資源：七叶树亚科